# إيغور ستيفانوفيتش
إيغور ستيفانوفيتش (بالصربية: Игор Стефановић)‏ هو لاعب كرة قدم صربي في مركز حراسة المرمى، ولد في 17 يوليو 1987 في Svrljig ‏ في صربيا. شارك مع منتخب صربيا تحت 21 سنة لكرة القدم. أما مع النوادي، فقد لعب مع رادنيتشكي نيش وموريرينسي ونادي أروكا ونادي رابوتنيتشكي ونادي سانتا كلارا.

## وصلات خارجية
- إيغور ستيفانوفيتش على موقع الاتحاد الأوربي (الإنجليزية)
- إيغور ستيفانوفيتش على موقع قاعدة بيانات كرة القدم.إي يو (الإنجليزية)
- إيغور ستيفانوفيتش على موقع Soccerway.com (الإنجليزية)
- إيغور ستيفانوفيتش على موقع عالم كرة القدم.نت (الإنجليزية)
- إيغور ستيفانوفيتش على موقع AS.com (الإسبانية)